# Grote Prijs Sven Nys
Il Grote Prijs Sven Nys è una corsa in linea maschile e femminile di ciclocross che si svolge ogni anno a gennaio a Baal, nella provincia del Brabante Fiammingo, in Belgio. Corso per la prima volta nel 2000, dalla stagione 2001-2002 fa parte del calendario dello X2O Badkamers Trofee (già GvA/Bpost Bank/DVV Verzekeringen Trofee).
È intitolato all'ex ciclocrossista Sven Nys, vincitore di dodici edizioni della prova, e si svolge solitamente il giorno di Capodanno.

## Albo d'oro

### Uomini Elite
Aggiornato all'edizione 2022.
| Anno | Vincitore            | Secondo             | Terzo                  |
| ---- | -------------------- | ------------------- | ---------------------- |
| 2000 | Sven Nys             | Richard Groenendaal | Adrie van der Poel     |
| 2001 | Sven Nys             | Mario De Clercq     | Peter Van Santvliet    |
| 2002 | Mario De Clercq      | Sven Nys            | Ben Berden             |
| 2003 | Sven Nys             | Mario De Clercq     | Ben Berden             |
| 2004 | Sven Nys             | Ben Berden          | Tom Vannoppen          |
| 2005 | Sven Nys             | Bart Wellens        | Sven Vanthourenhout    |
| 2006 | Lars Boom            | Sven Nys            | Niels Albert           |
| 2007 | Sven Nys             | Lars Boom           | Niels Albert           |
| 2008 | Sven Nys             | Lars Boom           | Zdeněk Štybar          |
| 2009 | Sven Nys             | Zdeněk Štybar       | Niels Albert           |
| 2010 | Sven Nys             | Zdeněk Štybar       | Niels Albert           |
| 2011 | Sven Nys             | Zdeněk Štybar       | Niels Albert           |
| 2012 | Sven Nys             | Kevin Pauwels       | Bart Wellens           |
| 2013 | Kevin Pauwels        | Zdeněk Štybar       | Niels Albert           |
| 2014 | Sven Nys             | Zdeněk Štybar       | Niels Albert           |
| 2015 | Wout Van Aert        | Lars van der Haar   | Kevin Pauwels          |
| 2016 | Wout Van Aert        | Sven Nys            | Toon Aerts             |
| 2017 | Toon Aerts           | Wout Van Aert       | Michael Vanthourenhout |
| 2018 | Mathieu van der Poel | Wout Van Aert       | Corné van Kessel       |
| 2019 | Mathieu van der Poel | Toon Aerts          | Laurens Sweeck         |
| 2020 | Mathieu van der Poel | Eli Iserbyt         | Thomas Pidcock         |
| 2021 | Mathieu van der Poel | Wout Van Aert       | Thomas Pidcock         |
| 2022 | Wout Van Aert        | Thomas Pidcock      | Eli Iserbyt            |

### Donne Elite
Aggiornato all'edizione 2022.
| Anno | Vincitrice                 | Seconda                    | Terza           |
| ---- | -------------------------- | -------------------------- | --------------- |
| 2012 | Daphny van den Brand       | Sanne Cant                 | Nikki Harris    |
| 2013 | Kateřina Nash              | Nikki Harris               | Sanne Cant      |
| 2014 | Katherine Compton          | Marianne Vos               | Nikki Harris    |
| 2015 | Kateřina Nash              | Sanne Cant                 | Ellen Van Loy   |
| 2016 | Sanne Cant                 | Ellen Van Loy              | Helen Wyman     |
| 2017 | Marianne Vos               | Ellen Van Loy              | Thalita de Jong |
| 2018 | Katherine Compton          | Annemarie Worst            | Maud Kaptheijns |
| 2019 | Jolanda Neff               | Sanne Cant                 | Nikki Brammeier |
| 2020 | Ceylin del Carmen Alvarado | Lucinda Brand              | Annemarie Worst |
| 2021 | Ceylin del Carmen Alvarado | Lucinda Brand              | Denise Betsema  |
| 2022 | Lucinda Brand              | Ceylin del Carmen Alvarado | Denise Betsema  |

### Uomini Under-23
Aggiornato all'edizione 2022.
| Anno | Vincitore                                        | Secondo                                          | Terzo                                            |
| ---- | ------------------------------------------------ | ------------------------------------------------ | ------------------------------------------------ |
| 2003 | Václav Ježek                                     | Tim Van Nuffel                                   | Wim Jacobs                                       |
| 2004 | Bart Aernouts                                    | Radomír Šimůnek jr.                              | Kevin Pauwels                                    |
| 2005 | Jan Soetens                                      | Radomír Šimůnek jr.                              | Kevin Pauwels                                    |
| 2006 |                                                  |                                                  |                                                  |
| 2007 | Rob Peeters                                      | Dieter Vanthourenhout                            | Kenny Geluykens                                  |
| 2008 | Tom Meeusen                                      | Boy van Poppel                                   | Stijn Huys                                       |
| 2009 | Philipp Walsleben                                | Vincent Baestaens                                | Lubomír Petruš                                   |
| 2010 | Tom Meeusen                                      | Joeri Adams                                      | Jan Denuwelaere                                  |
| 2011 | Wietse Bosmans                                   | Joeri Adams                                      | Vinnie Braet                                     |
| 2012 | Lars van der Haar                                | Mike Teunissen                                   | Corné van Kessel                                 |
| 2013 | Wietse Bosmans                                   | Gianni Vermeersch                                | Corné van Kessel                                 |
| 2014 | Wout Van Aert                                    | Mathieu van der Poel                             | Michael Vanthourenhout                           |
| 2015 | Laurens Sweeck                                   | Toon Aerts                                       | Michael Vanthourenhout                           |
| 2016 | Quinten Hermans                                  | Thijs Aerts                                      | Nicolas Cleppe                                   |
| 2017 | Eli Iserbyt                                      | Thijs Aerts                                      | Quinten Hermans                                  |
| 2018 | Eli Iserbyt                                      | Adam Ťoupalík                                    | Thomas Pidcock                                   |
| 2019 | Ben Turner                                       | Lander Loockx                                    | Loris Rouiller                                   |
| 2020 | Antoine Benoist                                  | Timo Kielich                                     | Yentl Bekaert                                    |
| 2021 | non disputato a causa della pandemia di COVID-19 | non disputato a causa della pandemia di COVID-19 | non disputato a causa della pandemia di COVID-19 |
| 2022 | Thibau Nys                                       | Jente Michels                                    | Pim Ronhaar                                      |

### Uomini Juniors
Aggiornato all'edizione 2022.
| Anno | Vincitore                                        | Secondo                                          | Terzo                                            |
| ---- | ------------------------------------------------ | ------------------------------------------------ | ------------------------------------------------ |
| 2003 | Eddy van Ijzendoorn                              | Sebastian Langeveld                              | Niels Albert                                     |
| 2004 | Bart Verschueren                                 | Pieter Vanspeybrouck                             | Stijn Joseph                                     |
| 2005 | Pieter Vanspeybrouck                             | Stijn Joseph                                     | Dennis Vanendert                                 |
| 2006 | Laurens De Vreese                                | Joeri Adams                                      | Dave De Cleyn                                    |
| 2007 | Vincent Baestaens                                | Sven Verboven                                    | Daniel Summerhill                                |
| 2008 | Sean De Bie                                      | Simon Geets                                      | Vinnie Braet                                     |
| 2009 | Corné van Kessel                                 | Zach McDonald                                    | Sean De Bie                                      |
| 2010 | Laurens Sweeck                                   | Yannick Eckmann                                  | Diether Sweeck                                   |
| 2011 | Laurens Sweeck                                   | Diether Sweeck                                   | Timo Verschueren                                 |
| 2012 | Mathieu van der Poel                             | Quentin Jauregui                                 | Daan Soete                                       |
| 2013 | Mathieu van der Poel                             | Yannick Peeters                                  | Quinten Hermans                                  |
| 2014 | Yannick Peeters                                  | Gianni Van Donink                                | Stijn Caluwe                                     |
| 2015 | Johan Jacobs                                     | Jens Dekker                                      | Han De Vos                                       |
| 2016 | Seppe Rombouts                                   | Tijl Pauwels                                     | Arno Debeir                                      |
| 2017 | Jelle Camps                                      | Jofre Cullell                                    | Thymen Arensman                                  |
| 2018 | Loris Rouiller                                   | Anton Ferdinande                                 | Jarno Bellens                                    |
| 2019 | Thibau Nys                                       | Gonzalo Inguanzo                                 | Ward Huybs                                       |
| 2020 | Thibau Nys                                       | Ward Huybs                                       | Lucas Janssen                                    |
| 2021 | non disputato a causa della pandemia di COVID-19 | non disputato a causa della pandemia di COVID-19 | non disputato a causa della pandemia di COVID-19 |
| 2022 | David Haverdings                                 | Viktor Vandenberghe                              | Louka Lesueur                                    |

### Donne Juniors
Aggiornato all'edizione 2022.
| Anno | Vincitrice                                       | Seconda                                          | Terza                                            |
| ---- | ------------------------------------------------ | ------------------------------------------------ | ------------------------------------------------ |
| 2020 | Madigan Munro                                    | Fem van Empel                                    | Zoe Bäckstedt                                    |
| 2021 | non disputato a causa della pandemia di COVID-19 | non disputato a causa della pandemia di COVID-19 | non disputato a causa della pandemia di COVID-19 |
| 2022 | Leonie Bentveld                                  | Katherine Sarkisov                               | Kateřina Hladíková                               |